# Yerba Buena (Tucumán)

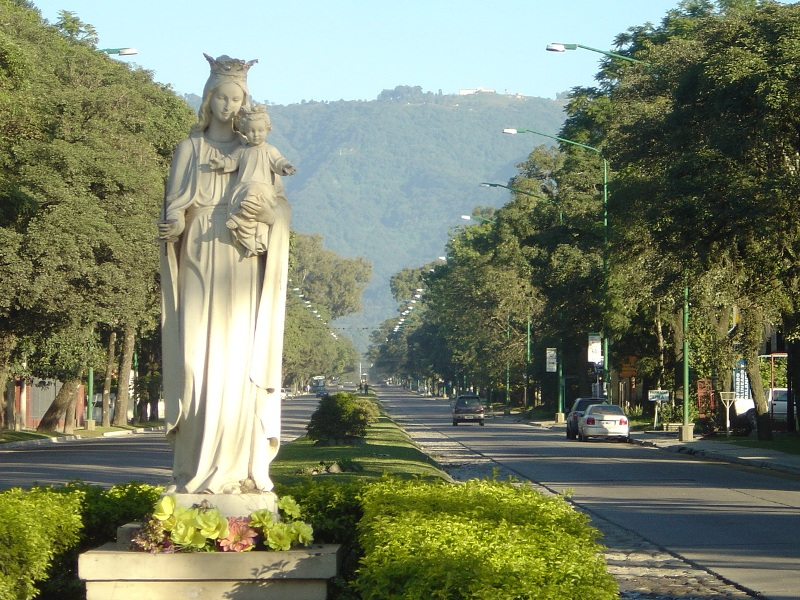
Cristo Redentore e La Vergine o Cristo Redentor y La Virgen.

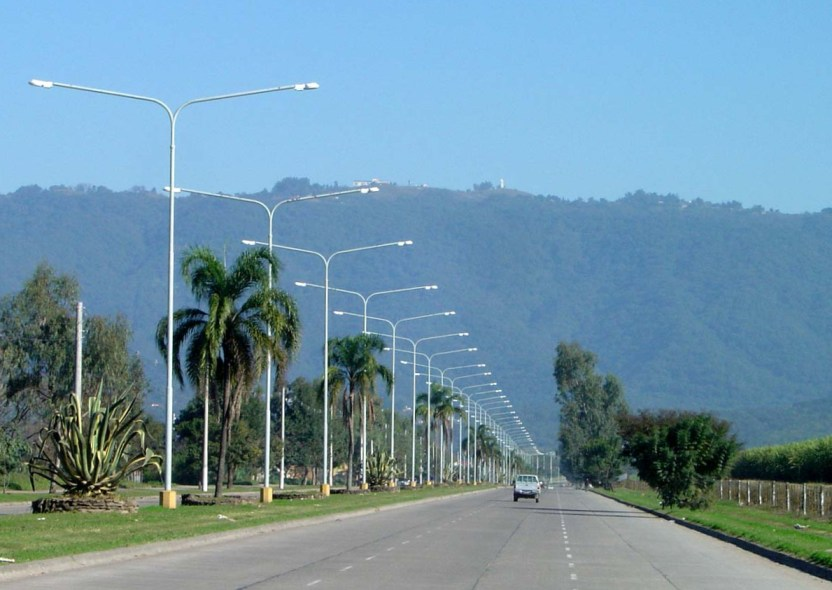
Yerba Buena (Tucumán): Viale President dil Dorso San Javier.

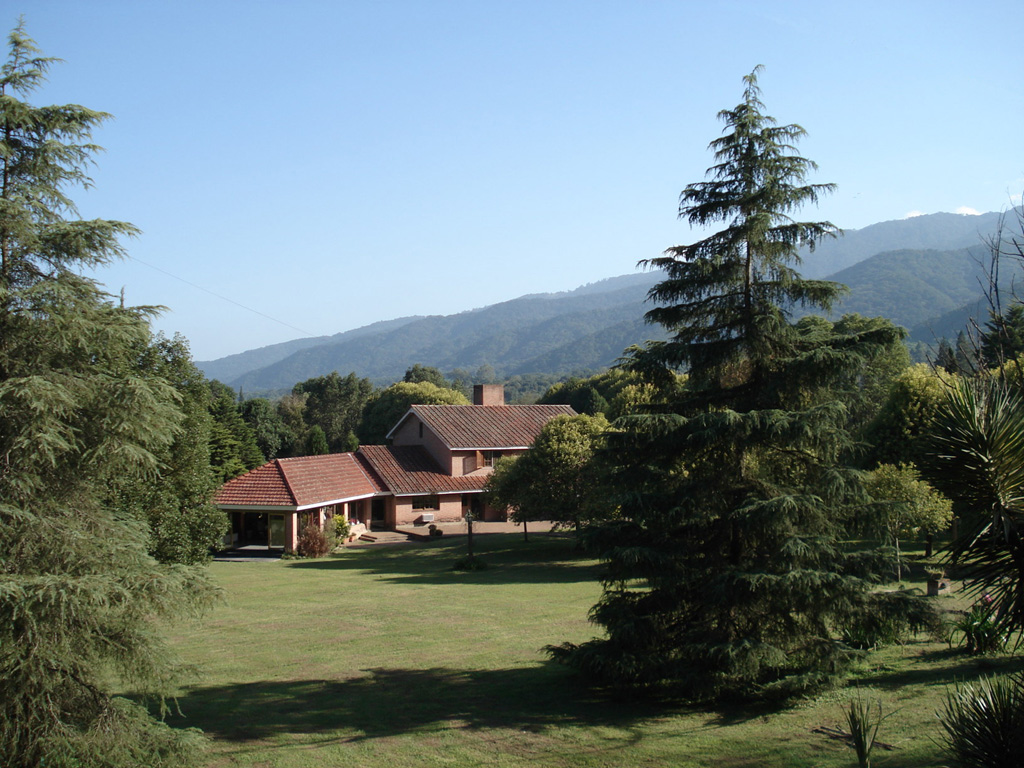
Suburbane ville, El Corte, Yerba Buena.

Yerba Buena è una città dell'Argentina, appartenente alla provincia di Tucumán, situata nell'ovest della provincia.